# Belgische militaire begraafplaats van Eppegem

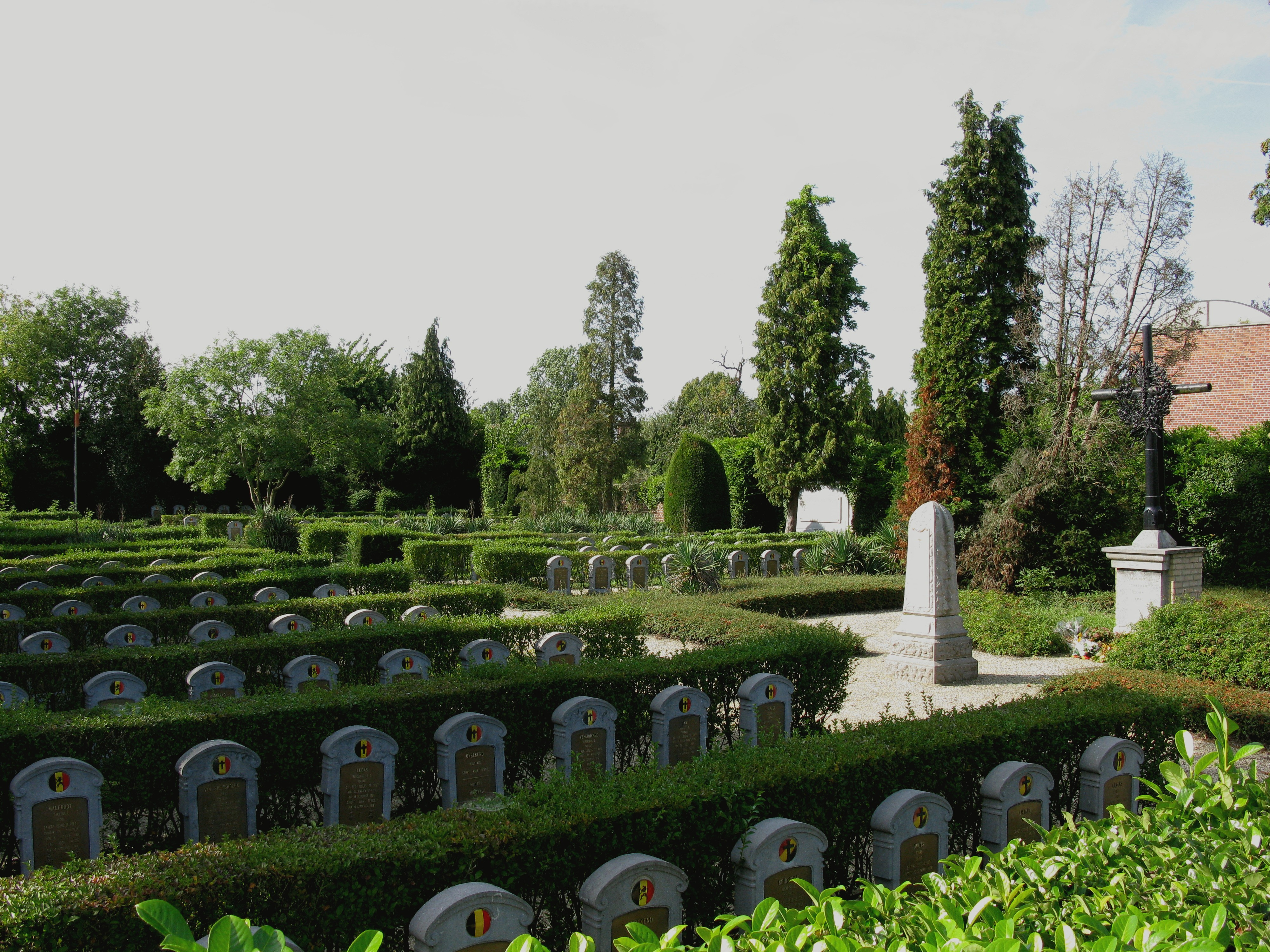
Belgische militaire begraafplaats van Eppegem

De Belgische militaire begraafplaats van Eppegem is een militaire begraafplaats aan de Brusselsesteenweg in Eppegem, een deelgemeente van Zemst.
Deze begraafplaats heeft een oppervlakte van 22 are waarop 228 Belgische graven liggen uit de Eerste Wereldoorlog. Van de 228 graven zijn er 46 niet geïdentificeerd. De soldaten die hier liggen zijn omgekomen tijdens de Eerste Uitval van Antwerpen van 24 tot 26 augustus 1914 en tijdens de Tweede Uitval van Antwerpen van 9 tot 13 september 1914. De meeste slachtoffers vielen op 24 (44) en 26(54) augustus en op 12 september (42). Vooral militairen van het 2de (66) en 3de (96) regiment Jagers te Voet liggen er begraven. 

## Bouw & ontwerp
Tijdens de oorlog was naast het Belgische gedeelte van de begraafplaats ook nog een Duits gedeelte aangelegd voor soldaten die in de omgeving gesneuveld waren tijdens de gevechten van augustus en september 1914. De begraafplaats was ontworpen door architect Kühnen, met vooraan een indrukwekkende toegangspoort naar ontwerp van Hauptmann Rehorst. Maar vooral het gedenkteken van Georg Kolbe zou de begraafplaats beheerst hebben. In juni 1918 werd het 'Ehren-Friedhof' in Eppegem ingewijd, getuige hiervan een brochure die op 26 juni 1918 naar aanleiding van die plechtigheid werd uitgegeven. Nadat de Duitse graven werden overgebracht naar het 'Ehren-Friedhof' van Wespelaar, werd ook het gedenkteken van Kolbe in 1939 naar de begraafplaats van Lier overgebracht.
De grond voor de begraafplaats werd door de gemeente aangekocht en later afgestaan aan de Staat, tegen dezelfde prijs. Reeds in 1918 was de begraafplaats ommuurd, duidelijk zichtbaar op een foto uit bovengenoemde brochure. De bouwvergunning voor de oprichting van de smeedijzeren poort werd op 12 juni 1926 toegewezen aan aannemer Paz. Achter de rijen graven zijn nog steeds Haag aangeplant, zoals bij de oorspronkelijke aanleg was voorzien. Het metalen gedenkkruis vooraan op de begraafplaats, achter de gedenksteen ter herinnering aan de slachtoffers van 26 augustus en 12 september, is vervaardigd uit 2 kanonlopen. Verder op de begraafplaats zijn gedichten terug te vinden van Emile Verhaeren en Robert Valeer Mortier. (zie 'Beschrijving & uiterlijk')

## Beschrijving & uiterlijk
Begraafplaats met rechthoekig grondplan en een oppervlakte van circa 22 are, omgeven door een bakstenen muur. De muur aan straatzijde is versierd met traliewerk bevestigd tussen bakstenen pijlers, afgewerkt met grijze natuursteen. Het tweeledige smeedijzeren toegangshekken is gevat tussen 2 pijlers met kransmotief.
Vooraan rechts op de begraafplaats staan 2 gedenktekens: een kleine obelisk met afgeronde top in grijze natuursteen opgetrokken, met goudkleurige sierelementen en kruisje, ruw behouwen zijkanten en de volgende uitgehouwen tekst: 
LA BELGIQUE RECONNAISSANTE À LA MÉMOIRE DE SES ENFANTS, TOMBÉS POUR DÉFENDRE SON INDÉPENDANCE LES 26 AOÛT EN 12 SEPT. 1914.
Onderaan: ILS REPOSENT EN PAEX AU CIMETIERE D’EPPEGHEM. PRIEZ POUR EUX. Aan de achterzijde de Nederlandstalige tekst: HET ERKENTELIJKE BELGIË AAN DE NAGEDACHTENIS VAN ZIJN KINDEREN DIE VOOR ZIJN ONAFHANKELIJKHEID SNEUVELDEN OP 26 AUGUSTUS EN 12 SEPTEMBER 1914.
Eronder: ZIJ RUSTEN IN VREDE OP HET KERKHOF TE EPPEGEM. BIDT VOOR HEN. Vlakbij staat een bruin kruis, vervaardigd uit 2 kanonlopen met krans op een gele bakstenen, vierkante sokkel, afgewerkt met grijze hardsteen, waarin de tekst AAN ONZE GESNEUVELDE HELDEN 1914.
Links vooraan, in de zuidelijke kant van de begraafplaats is een houten schuilhuisje, met grondplan, register en bezoekersboek. Iets verder hangen 2 grijze platen tegen de linker- en rechtermuur met teksten. Links: 
MET EERBIED MENSCHEN TREEDT OP DEZEN HEILIGEN GROND/ HIER IS’T DAT MENIG HELD ZIJN ROEM EN RUSTE VOND/ R. MORTIER. Rechts: LA PATRIE AUX SOLDATS MORTS./ JE RECUEILLE EN MON COEUR VOTRE GLOIRE MEURTRIE/ JE RENVERSE SUR VOUS LES FEUX DE MES FLAMBEAUX/ ET JE MONTE LA GARDE AUTOUR DE VOS TOMBEAUX/ MOI QUI SUIS L’AVENIR, PARCE QUE LA PATRIE/ EM. VERHAEREN.
Een centraal kiezelpad, tot voor kort gemarkeerd door monumentale, in vorm gesnoeide coniferen, wordt halverwege doorkruist door een pad en leidt naar de vlaggenmast met Belgische driekleur op een verhoogd perk achteraan op de begraafplaats.
De rijen graven, van mekaar gescheiden door kiezelpaadjes, zijn volgens een regelmatig patroon aangelegd, met achter iedere rij een ligusterhaagje. Vóór de graven zijn bodembedekkers aangeplant. In het totaal zijn er 228 grafstenen, symmetrisch verdeeld over rijen variërend van 8 tot 12 graven. Behalve de ligusterhaagjes achter de graven en de laurierhaag aan de straatkant, vallen vooral de coniferen, yucca’s, klimopbegroeiingen en bodembedekkers (onder meer Cotoneaster 'dameri) op.